# Multinational Corps Northeast
Multinational Corps Northeast (dobesedno slovensko Večnacionalni korpus Severovzhod; kratica MNC NE) je mednarodna vojaška enota, ki deluje v okviru zveze NATO. Prvotne članice ustanoviteljice so bile: Danska, Nemčija in Poljska.

## Zgodovina
Po zaključku Natove vaje Crystal Eagle 2000 22. novembra 2000 so države ustanoviteljice razglasile korpus za operativnega.
Od takrat je korpus sodeloval v naslednjih vajah: Strong Resolve 2002, Baltic Express II, Capable Warrior 2004 in Compact Eagle 2005.
Leta 2007 naj bi korpus prevzel poveljstvo ISAF 11.
Uradni jezik korpusa je angleščina.

## Organizacija
- poveljstvo

- poveljniška skupina
- 6x štabni oddelek
- AOCC

- 12. mehanizirana divizija
- 13. mehanizirana divizija
- 14. mehanizirana divizija
- Danska divizija

## Države članice
Poleg treh držav ustanoviteljic ima trenutno korpus pripadnike še iz 5 drugih držav; le-te države ne prispevajo enot, ampak štabno osebje.
Seznam
- Češka (oktober 2005)
- Danska (18. september 1999)
- Estonija (april 2004)
- Nemčija (18. september 1999)
- Latvija (april 2004)
- Litva (april 2004)
- Poljska (18. september 1999)
- Slovaška (januar 2005)

## Poveljstvo
Poveljnik
- generalporočnik Egon Ramms  (18. februar 2004–danes)

Namestnik poveljnika
- Generalmajor Jan Brun Andersen  (18. februar 2004–danes)

Načelnik štaba
- brigadni general Henryk Skarzyński  (2004–danes)